# Isognomon perna
Isognomon perna is een tweekleppigensoort uit de familie Pteriidae. De wetenschappelijke naam van de soort is gepubliceerd als Ostrea perna in 1767 door Linnaeus.